# Tunak Tunak Tun
『Tunak Tunak Tun』（トゥナック トゥナック トゥン、パンジャーブ語: ਤੁਨਕ ਤੁਨਕ ਤੁਨ）は、ダレル・メヘンディが1998年にリリースしたコミックソング。日本でも2000年代後半に「トゥルトゥルダダダ」の空耳でニコニコ動画を中心にヒットしている。

## 概要
「Tunak Tunak Tun」の歌詞は、北インド亜大陸のパンジャーブ地方の伝統的な楽器であるトゥンビ（tumbaとも呼ばれる）によって作られた音への言及。
ミュージックビデオは砂漠や山、セントバジル大聖堂などを背景にメヘンディの映像をコンピュータで合成したもの。ミュージックビデオの制作にはこれまでにない2500万ルピー （610万ドル）の予算で制作され、現在の価値で8400万ルピー（123万ドル）に相当する。

## 反響
曲およびミュージックビデオはインドで成功し、メヘンディは当時のインドでのトップスターに輝いた。特に2000年代にインターネットを中心に広まり、日本や中国をはじめとする国際的な知名度も向上した。